# Athies (Pas-de-Calais)
Athies település Franciaországban, Pas-de-Calais megyében. Lakosainak száma 1049 fő (2022. január 1.). Athies Bailleul-Sir-Berthoult, Saint-Laurent-Blangy, Fampoux, Feuchy és Gavrelle községekkel határos.

## Népesség
A település népességének változása:
| Lakosok száma | 986  | 973  | 1005 | 1014 | 1034 | 1045 | 1058 | 1059 | 1049 |
|               | 2013 | 2015 | 2016 | 2017 | 2018 | 2019 | 2020 | 2021 | 2022 |